# Telefontraining

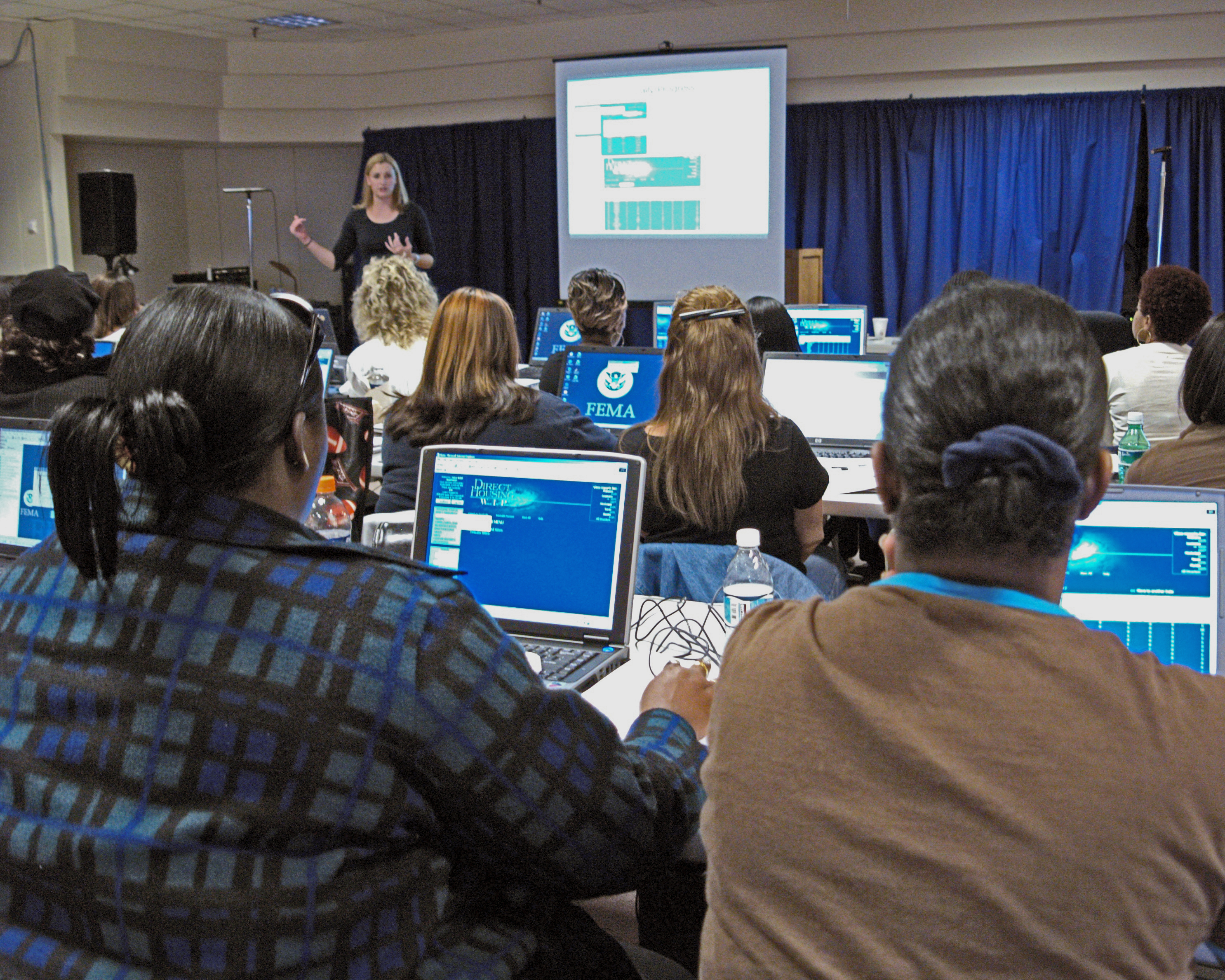
Telefontraining in einem Callcenter

Telefontraining bezeichnet Trainingsmaßnahmen, die professionelles Telefonieren vermitteln. Diese etablierten sich in der zweiten Hälfte des 20. Jahrhunderts als Teil des Verkaufstrainings.
In der Bundesrepublik Deutschland ist Telefontraining eine öffentlich geförderte berufliche Weiterbildungsmaßnahme.

## Abgrenzung zum Gesprächstraining
Telefontrainings- unterscheiden sich von Gesprächstrainingsmaßnahmen: Beim Telefonieren werden ausschließlich akustische Signale weitergegeben, visuelle entfallen, da kein Sichtkontakt besteht.
Die menschliche Stimme muss in einem Telefongespräch auch die Informationen transportieren, welche bei Sichtkontakt durch optische Signale (Mimik, Gestik, Kleidung) übermittelt werden.

## Zielgruppe
Telefontrainingsmaßnahmen richten sich an diejenigen, bei denen das Telefon am Arbeitsplatz eine zentrale Rolle einnimmt. Professionell telefoniert wird in den Bereichen Beschwerdemanagement, Kundenbetreuung und Telefonverkauf.
Callcentermitarbeiter, aber auch Bankangestellte, Medizinische Fachangestellte u. v. a. m. bilden die Zielgruppen von Telefontrainingsmaßnahmen.

### Inhouse-Telefontraining und Offene Seminare
Für Mitarbeiter von Unternehmen wird das sogenannte Inhouse-Telefontraining durchgeführt, das heißt, es werden firmeninterne Trainingsmaßnahmen angeboten.
Darüber hinaus gibt es Offene Seminare. An diesen können auch diejenigen teilnehmen, welche über einen Bildungsgutschein verfügen.

## Inhalt
Das Trainingsprogramm umfasst verschiedene Themen:

### Schulung der Stimme
Das Sprechverhalten der Trainingsteilnehmer wird auf Geschwindigkeit, Betonung und Deutlichkeit hin untersucht und gegebenenfalls durch Stimm- und Sprechübungen verbessert.

### Gesprächsaufbau
Die Trainingsteilnehmer lernen, die richtige Gestaltung der Begrüßung und des Gesprächseinstiegs. Für ein strukturiertes Telefonat wird häufig ein Gesprächsleitfaden empfohlen, dessen Inhalte ebenfalls Teil eines Telefontrainings sein können. Auch die professionelle Verabschiedung sowie Nachbereitung des Gesprächs sind Teil des Trainings.

### Sprache und Wortwahl
Eine positive, kundenbezogene Wortwahl und Sprache gehören zum Trainingsinhalt. Dazu zählt die richtige Anwendung von Fragetechniken ebenso wie die Fähigkeit, negative Inhalte so weiterzugeben, dass sie möglichst positiv aufgenommen werden.

### Zuhören
Um den Bedarf des Gesprächspartners erkennen zu können, wird aktives Zuhören vermittelt. Trainingsteilnehmer lernen, alle relevanten Informationen zu erfragen und diese zu erfassen.

### Gesprächssituationen
Telefonmarketing, Kundenbindung beziehungsweise Neukundengewinnung und die Bearbeitung von Reklamationen sowie Anfragen unterschiedlicher Art werden angesprochen. Auch Seminare zu den Themen Querverkauf oder Helpdesk können besucht werden.

## Technische Voraussetzungen
Gelegentlich kommen Telefon-Übungs-Anlagen zum Einsatz. Mit ihrer Hilfe werden per Video aufgezeichnete Telefonate geführt. Die Aufzeichnungen ermöglichen es den Maßnahmeteilnehmern, das eigene Verhalten am Telefon zu reflektieren.
Findet ein Training on the job statt, nutzen die Trainingsteilnehmer das Telefon an ihrem Arbeitsplatz, den eigenen Computer sowie das darauf installierte CRM-Programm.

## Anbieter
Privatwirtschaftliche Unternehmen (Telefontrainer), Weiterbildungseinrichtungen sowie Hochschulen bieten Telefontrainingsmaßnahmen an.